# Alfred Eliab Buck

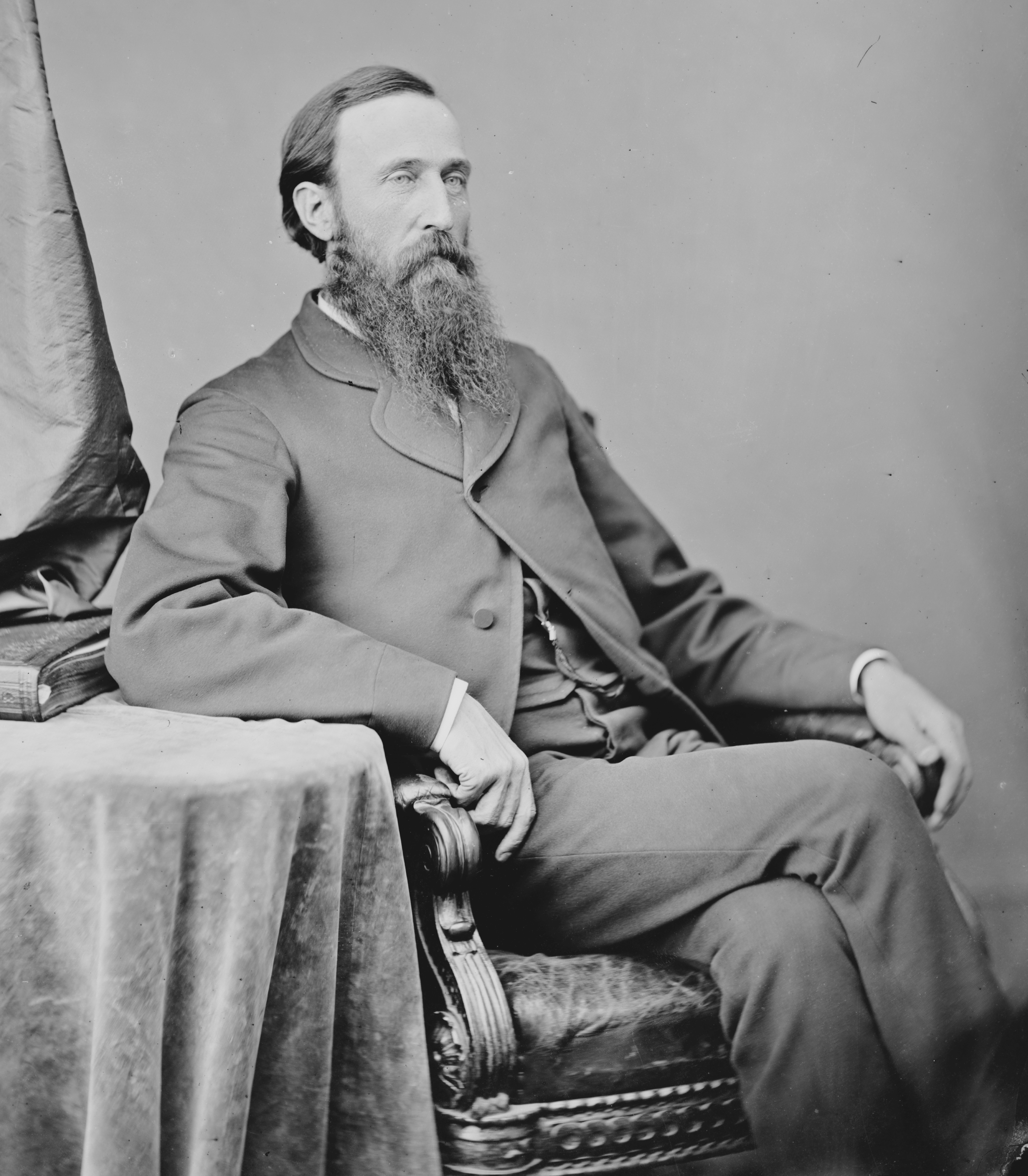
Alfred Eliab Buck

Alfred Eliab Buck (* 7. Februar 1832 in Foxcroft, Piscataquis County, Maine; † 4. Dezember 1902 in Tokio, Japan) war ein US-amerikanischer Offizier und Politiker (Republikanische Partei).

## Werdegang
Alfred Eliab Buck graduierte 1859 am Waterville College (heute Colby College).
Nach Ausbruch des Amerikanischen Bürgerkrieges verpflichtete er sich in der Unionsarmee und bekleidete dort zu Anfang den Dienstgrad eines Captains in der Kompanie C, 13. Regiment, Maine Volunteer Infanterie. Im August 1863 ernannte man ihn zum Lieutenant Colonel in den 91. United States Colored Troops. Buck wurde dann im Oktober 1864 zu den 51. United States Colored Troops versetzt. Ferner erhielt er später für seinen Heldenmut eine Ernennung zum Brevet-Colonel. Er wurde im Juni 1866 bei Baton Rouge (Louisiana) ausgemustert.
Buck nahm 1867 als Delegierter an der verfassungsgebenden Versammlung von Alabama teil. Ferner war er im gleichen und nachfolgenden Jahr als Clerk am Bezirksgericht von Mobile County tätig. Danach wählte man ihn in den 41. US-Kongress, wo er zwischen dem 4. März 1869 und dem 3. März 1871 tätig war. Buck war 1873 zum Präsidenten des Stadtrats von Mobile ernannt. Dann war er zwischen 1874 und 1889 als Clerk an den Bundes- und Landesgerichten in Atlanta (Georgia) tätig. Anschließend war er zwischen 1889 und 1893 als US-Marshal für den nördlichen Bezirk von Georgia zuständig. Am 13. April 1897 ernannte ihn dann US-Präsident William McKinley zum Botschafter in Japan, eine Stellung, die er bis zu seinem Tod am 4. Dezember 1902 bekleidete. Er wurde auf dem Arlington National Cemetery beigesetzt.